# Lucjan Kydryński

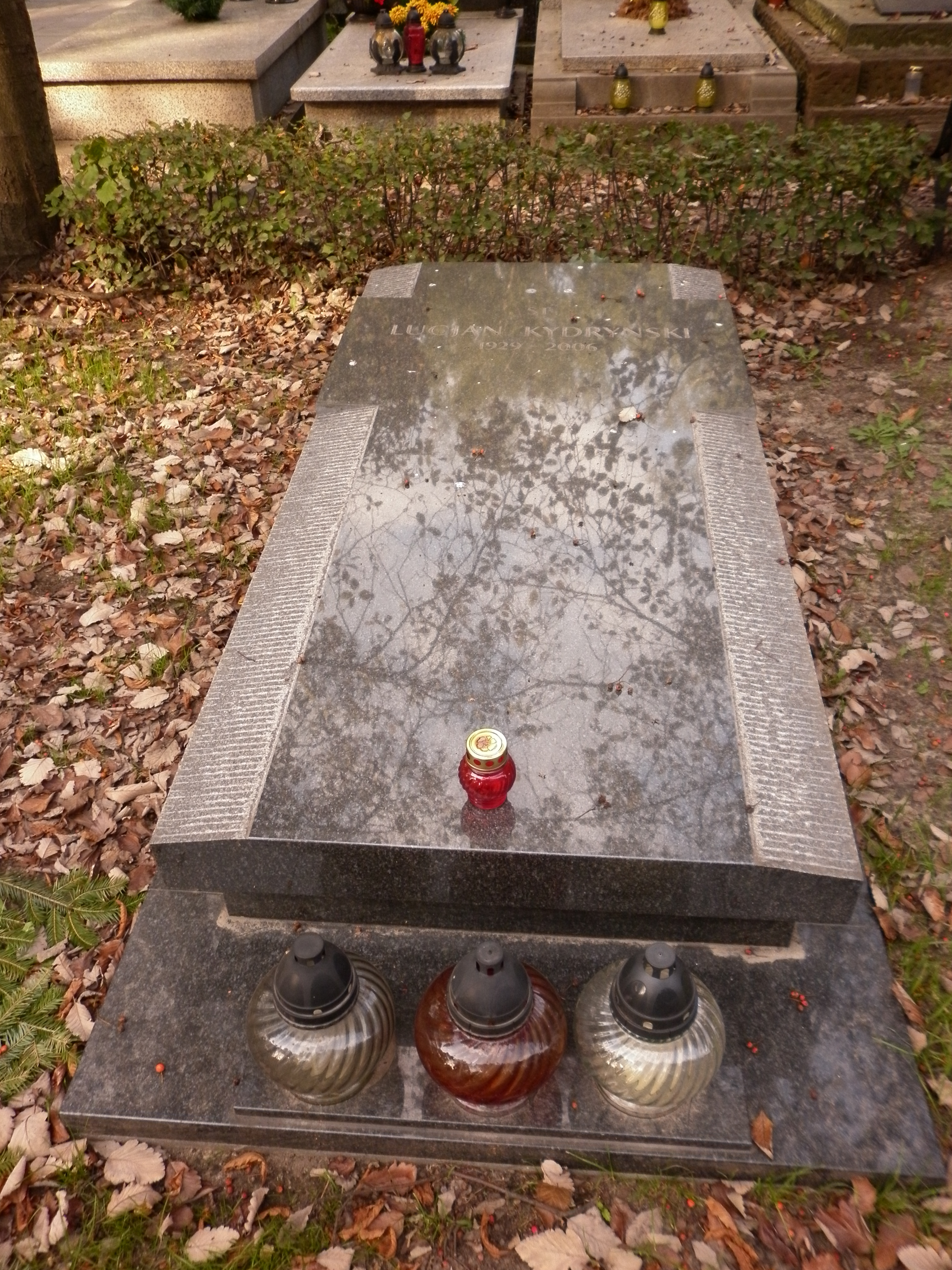
Grób Lucjana Kydryńskiego na warszawskim Cmentarzu Komunalnym d. Wojskowym na Powązkach

Lucjan Aleksander Kydryński (ur. 6 stycznia 1929 w Grudziądzu, zm. 9 września 2006 w Warszawie) – polski dziennikarz, konferansjer, prezenter sceniczny i publicysta.

## Życiorys
Był synem Juliusza Kydryńskiego i Aleksandry z domu Usarowskiej, którzy pobrali się w 1917; ojciec (zm. 1937) był profesorem filologii klasycznej i języka niemieckiego oraz pracował jako dyrektor Gimnazjum im. św. Jacka w Krakowie, a matka (zm. 1959) była nauczycielką. Miał dwoje starszego rodzeństwa, brata Juliusza (1921–1994) i siostrę Marię (zm. 1997) oraz dwie przyrodnie siostry z poprzedniego małżeństwa ojca, Ingeborgę i Melittę. Kiedy skończył rok, zamieszkał z rodziną w mieszkaniu przy ul. Starowiślnej w Krakowie. Po śmierci ojca w maju 1937 zamieszkał z matką i rodzeństwem w kamienicy przy ul. Felicjanek 10; w 1941 przez kilka miesięcy mieszkał z nimi Karol Wojtyła. W młodości uczył się grać na fortepianie u Haliny Czerny-Stefańskiej, później uczył się także gry na wiolonczeli. W lipcu 1948 zdał maturę. Studiował prawo na Uniwersytecie Jagiellońskim, po dwóch semestrach przeniósł się na anglistykę, a następnie na historię sztuki i muzykologię, ale nie ukończył żadnego z kierunków. Ukończył studia dziennikarskie w Wyższej Szkole Nauk Społecznych w Krakowie.
W latach 1951–2002 był redaktorem w „Przekroju”, w którym publikował reportaże, publikował felietony i recenzje muzyczne oraz prowadził dział recenzji filmowych, posługując się pseudonimem „Aleksandra”. W 1953 został felietonistą i recenzentem muzycznym „Dziennika Polskiego”. W 1955 odbył praktykę dziennikarską w redakcji „Neue Berliner Illustrierte”. W 1961 otrzymał dziennikarskie stypendium i uczestniczył w międzynarodowym seminarium Uniwersytetu Harvarda.
W latach 80. prowadził audycje: Wiolinem i basem i Rewia piosenek w krakowskiej rozgłośni Polskiego Radia. Prowadził program Muzyka lekka, łatwa i przyjemna oraz był konferansjerem podczas Krajowych Festiwali Piosenki Polskiej w Opolu i Międzynarodowych Festiwali Piosenki w Sopocie i koncertów telewizyjnych, jak też podczas koncertów polskich wykonawców w kraju i zagranicą (m.in. Haliny Kunickiej) i zagranicznych artystów grających w Polsce (m.in. Marlene Dietrich, Charlesa Aznavoura, Juliette Greco i Jacques’a  Brela). W 1994 zdobył Super Wiktora dla osobowości telewizyjnej, a w 1995 otrzymał Diamentowy Mikrofon dla zasłużonego twórcy radiowego.
Napisał kilkanaście książek, m.in. monografie George’a Gershwina (Gershwin, Polskie Wydawnictwo Muzyczne, 1975), Johanna Straussa (Jan Strauss, Polskie Wydawnictwo Muzyczne, 1979) i Franciszka Lehára Usta milczą, dusza śpiewa. Opowieść o życiu i twórczości Franciszka Lehára (Wydawnictwa Radia i Telewizji, 1992). Przez 20 lat był konferansjerem duetu fortepianowego Marek i Wacek i napisał znaczącą monografię pt. Marek i Wacek: historia prawdziwa (Wydawnictwo „Pomorze”, 1990). Napisał także książki: Znajomi z płyt (Polskie Wydawnictwo Muzyczne, 1960) i Znajomi z estrady (PWM, 1966), Przewodnik operetkowy: wodewil, operetka, musical (PWM, 1977) i Przewodnik po filmach muzycznych (PWM, 1993) oraz autobiografię Przejazdem przez życie... Kroniki rodzinne (Wydawnictwo Literackie, 2005).

## Życie prywatne
W marcu 1968, po uzyskaniu rozwodu z pierwszą żoną, poślubił piosenkarkę Halinę Kunicką w obecności świadków: Jerzego Połomskiego i Edyty Wojtczak. Mieli syna, Marcina (ur. 1968), a ich synową została piosenkarka Anna Maria Jopek.
Od lat 90. chorował na arytmię i niedokrwistość serca, w 1994 przeszedł operację wszczepienia bypassów. Zmarł 9 września 2006, został pochowany w Alei Zasłużonych na cmentarzu Powązki Wojskowe w Warszawie (kwatera A30-tuje-25).

## Filmografia
- 1968: Przygoda z piosenką – jako on sam
- 1965–1966: Wojna domowa – jako konferansjer

## Nagrody i odznaczenia
Laureat Diamentowego Mikrofonu
14 września 2006 Prezydent RP Lech Kaczyński, w uznaniu wybitnych zasług dla kultury polskiej oraz za działalność publicystyczną, nadał mu pośmiertnie Krzyż Oficerski Orderu Odrodzenia Polski.